# Mafyeko
Mafyeko ist ein Verwaltungsbezirk (Ward) des Distriktes Chunya in der tansanischen Region Mbeya.

## Geografie
Mafyeko liegt im Westen von Tansania, der Osten des Bezirks hat Anteil am Rungwa- und am Usungu-Wildtierreservat. Der Bezirk hat eine Fläche von 6125 Quadratkilometern und bei der Volkszählung 2022 lebten hier 29.996 Menschen in 8429 Haushalten.

## Geschichte
Im Jahr 1967 lebten 967 Menschen in Mafyeko, diese Zahl stieg auf 1220 bei der Volkszählung 1978 und auf 2833 im Jahr 1988.

## Gliederung
Der Bezirk besteht aus zwei Gemeinden (Mtaa) mit elf Orten (Kitongoji):
| Mafyeko - Mafyeko A - Mafyeko B - Mafyeko C - Mafyeko D - Tulieni | Bitimanyanga - Bitimanyanga A - Bitimanyanga B - Bitimanyanga C - Bitimanyanga D - Bitimanyanga E - Idodoma |

## Wirtschaft und Infrastruktur
- Bildung: Im Jahr 2022 wurden für die Errichtung der Laboratorien der weiterführenden Schule 30 Millionen Tansanische Shilling (rund EUR 10.000) bereitgestellt.[8]
- Gesundheit: Für die medizinische Versorgung der Bevölkerung sorgen zwei Apotheken, eine in Mafyeko[9] und eine in Bitimanyanga.[10]